# George Stanich
George Stanich (Estados Unidos, 4 de noviembre de 1928) fue un atleta estadounidense, especialista en la prueba de salto de altura en la que llegó a ser medallista de bronce olímpico en 1948.

## Carrera deportiva
En los JJ. OO. de Londres 1948 ganó la medalla de bronce en el salto de altura, con un salto por encima de 1.95 metros, siendo superado por el australiano John Winter (oro con 1.98 m) y el noruego Bjorn Paulson (plata también con 1.95 metros pero en menos intentos).